# Paratropididae

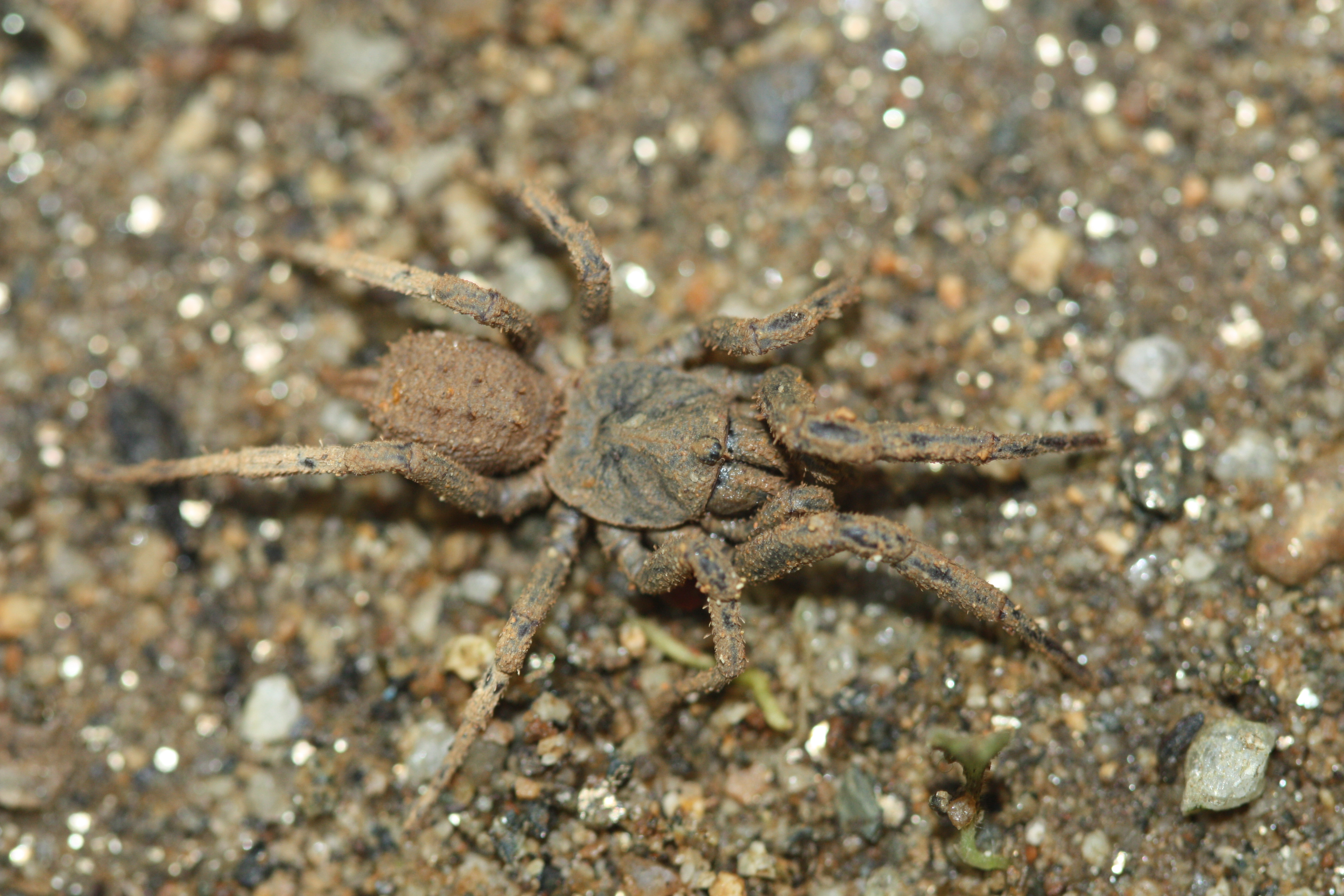
Paratropididae (Гондурас)

Paratropididae (лат.) — семейство мигаломорфных пауков (Mygalomorphae). Более 30 видов. Paratropididae известные как «пауки с лысыми ногами», являются одной из самых загадочных групп Mygalomorphae из-за их скрытного образа жизни, необычной биологии и спорного филогенетического положения. Paratropididae составляют небольшое семейство пауков, включающее четыре рода, распространённых в Мексике, Центральной и Южной Америке.

## Распространение
Встречаются в Центральной и Южной Америке. Обнаружены в Мексике, Центральной Америке, Малых Антильских островах и северной части Южной Америки, Бразилии, Венесуэле, Колумбии и Эквадоре.

## Описание
Наземные бегающие пауки-мигаломорфы среднего и мелкого размера (1—2 см), которые прячутся в поверхностных слоях почвы; их можно найти в опавшей листве и гнилых брёвнах, под камнями, мхом и в норах в оврагах. Основной морфологической особенностью паратропид является наличие чешуйчатой кутикулы, приспособленной для прилипания к частицам почвы.
Paratropididae характеризуются почвенной инкрустацией или чешуйчатой кутикулой, слабо или аскопулированными тарзусами ног первой I ивторой пар II и отсутствием скопул в других местах, удлинёнными максиллярными лопастями и наличием губных бугорков, обычно расположенных в передней прямоугольной группе. Подсемейство Paratropidinae Simon, 1889 и Glabropelmatinae Raven, 1985. Paratropidinae характеризуется длинным одиночным зубцом на верхних тарзальных коготках, круто поднятым глазным бугорком, очень длинными передними лопастями верхней челюсти и отсутствием тибиального отростка и пучков коготков, в отличие от Glabropelmatinae (ранее включаемого в Paratropididae), которые имеют тонкие пучки коготков (без скопулы), раздвоенный тибиальный отросток, типичный поднятый глазной бугорок и более короткие передние лопасти максилл.
Имеют тело, внешне сходное с тарантулами и они более близки к птицеедам и их родичам, чем к большинству других «настоящих» пауков (аранеоморфов).

## Систематика
Известно 4 рода и более 30 видов. Род был впервые выделен в 1889 году французским арахнологом Эженом Симоном. Ранее Paratropididae считались сестринской группой пауков-птицеедов (Theraphosidae), и эта группа была связана с Barychelidae в Theraphosoidina. Однако результаты некоторых молекулярных и общих исследований свидетельствуют о далёком филогенетическом родстве Paratropididae с кладой Theraphosoidina, не имеющей тесного отношения к Theraphosidae или Barychelidae. Напротив, в недавних исследованиях Paratropididae были восстановлены как сестринская группа некоторых Ctenizidae или некоторых Nemesiidae; хотя оба исследования указывают на сомнительность этой позиции. Аналогичным образом, в Fernandez et al. (2018) Paratropididae были определены как сестринская группа Macrothele (Macrothelidae), но это исследование было сосредоточено на Araneomorphae, а выборка мигаломорфов была очень ограниченной. Hamilton et al. (2016) определили Paratropididae как сестринскую группу всех других таксонов Aviculariodea, за исключением Bymainiella sp. (Hexathelidae); эта группировка была поддержана Hedin et al. (2018).
Ранее включаемые в это семейство роды Glabropelma Raven, 1985, Melloa Schenkel, 1953 и Melloina Brignoli, 1985 (Glabropelmatinae Raven, 1985) были перенесены в состав семейства Пауки-птицееды (Theraphosidae).
- Anisaspis Simon, 1892
  - A. awa Sherwood, Brescovit & Lucas, 2023[8] — Эквадор
  - A. camarita Perafán, Galvis & Pérez-Miles, 2019 — Колумбия
  - A. tuberculata Simon, 1892 (type) — Сент-Винсент и Гренадины
- Anisaspoides F. O. Pickard-Cambridge, 1896
  - A. gigantea F. O. Pickard-Cambridge, 1896 — Бразилия[9]
- Paratropis Simon, 1889 — Центральная и Южная Америка
  - более 20 видов
- Stormtropis Perafán, Galvis & Pérez-Miles, 2019 — Колумбия[3]
  - S. colima Perafán, Galvis & Pérez-Miles, 2019
  - S. muisca Perafán, Galvis & Pérez-Miles, 2019
  - S. paisa Perafán, Galvis & Pérez-Miles, 2019
  - S. parvum Perafán, Galvis & Pérez-Miles, 2019